# Senoculus barroanus
Senoculus barroanus is een spinnensoort uit de familie Senoculidae. De soort komt voor in Panama.